# 大衛·查德威克 (政治人物)
大衛·韋恩·查德威克（David Wain Chadwick，出生於1991或1992年）是一位英國政治家，自2024年英國大選以來，擔任自由民主黨布雷肯、拉德諾和庫姆塔維選區的國會議員。

## 早期生活
查德威克在格洛斯特郡长大，母亲来自迈斯泰格。19岁时，他被陆军情报部队录取，但因“训练过度”而退学。随后，他进入莱顿大学学习国际研究。
2012年，他被车撞倒，腿断成了两截，花了三个月的时间才康复。 2014 年，当他决定前往阿根廷学习时，他接种了黄热病疫苗，这引发了一种罕见的疾病——格林-巴利综合征。这导致他“彻底瘫痪”。

## 政治生涯
查德威克在2019年大选中竞选北多塞特。他被选中参加2022年英国大选，代表布雷肯、拉德诺和库姆塔威地区参选。他以 1,472 票的多数票赢得了该席位。

## 个人生活
他和妻子、儿子住在布雷肯。 